# Nelson Riddle
Nelson Riddle (1. juni 1921 i Oradell, New Jersey – 6. oktober 1985 i Los Angeles, Californien), var en amerikansk musiker, orkesterleder og arrangør.
Han samarbejdede med kunstnere som blandt andre Frank Sinatra, Dean Martin, Judy Garland, Peggy Lee og Jimmy og Tommy Dorsey.